# Kibakoganea koyamai
Kibakoganea koyamai är en skalbaggsart som beskrevs av Hirasawa 1989. Kibakoganea koyamai ingår i släktet Kibakoganea och familjen Rutelidae. Utöver nominatformen finns också underarten K. k. tenasserimana.